# Tomasz Zeliszewski
Tomasz Jan Zeliszewski (ur. 26 maja 1955 w Tarnowie) – polski perkusista, autor tekstów piosenek, producent i menedżer. Lider zespołu Budka Suflera po śmierci Romualda Lipki.

## Życiorys
Uczęszczał do Szkoły Podstawowej nr 16 im. gen. Karola Świerczewskiego w Tarnowie. Grę na perkusji rozpoczął zafascynowany twórczością perkusistów takich jak: Bobby Colomby czy Billy Cobham oraz zespołów Led Zeppelin, Deep Purple, Bad Company, Free, The Rolling Stones i The Beatles. Wchodził w skład zespołów muzycznych: Bałtowie (działającego przy klubie „Kolejarz”) i folk-rockowego Vabanku (działającego przy tarnowskich Zakładach Azotowych). Jako nastolatek dostał również propozycję koncertowania z Czesławem Niemenem, Markiem Grechutą i zespołem No To Co.
W 1975 roku został perkusistą Budki Suflera; jest jedynym członkiem zespołu, który zagrał na wszystkich albumach grupy. W latach 1983–1988 brał udział w nagraniach czterech pierwszych albumów Urszuli: Urszula (1983), Malinowy król (1984), Urszula 3 (1986) i Czwarty raz (1988). Nagrywał również z Anną Jantar (album Anna Jantar, 1980) i Izabelą Trojanowską (album Iza, 1980).
Od 1984 zajmuje się pisaniem tekstów piosenek. Zadebiutował w tej roli na albumie Czas czekania, czas olśnienia (1984), do którego napisał wszystkie słowa. W późniejszych latach pisał teksty do wielu kompozycji Budki Suflera, m.in. „W niewielu słowach”, „Jeden raz”, „Bez aplauzu”, a także wszystkie znajdujące się na albumie Noc (1995). Ponadto jest autorem kompozycji  „Dobrej zabawy nigdy dość”. Od początku lat 90. w zespole pełni również funkcję menedżera. W marcu 2011 roku równolegle był menedżerem zespołu Bracia.
W 2015 roku założył zespół Wieko, w skład którego weszli również Mieczysław Jurecki, Ryszard Sygitowicz, Jacek Królik, Robert Chojnacki oraz Grzegorz Kupczyk. Z zespołem Wieko nagrał płyty: Błękitny dym (2015) i Czarodziejski winyl (2016). W 2018 współpracował z Martyną Jakubowicz, jako perkusista nagrał z nią album Zwykły włóczęga.
W 2019 wziął udział w reaktywacji Budki Suflera, a po śmierci Romualda Lipko w 2020 stał się formalnym liderem zespołu. 

## Życie prywatne
Jest ojcem chrzestnym wokalisty Piotra Cugowskiego. W przeszłości zmagał z się z uzależnieniem od alkoholu i papierosów. W 2023 przeszedł udaną operację wymiany stawu biodrowego. Deklaruje się jako fanatyk sprzętu audio wysokiej klasy i „zapalony audiofil”. Posiada taśmę-matkę albumu Sgt Pepper's Lonely Hearts Club Band zespołu The Beatles, którego jest fanem.

## Odznaczenia
- Krzyż Kawalerski Orderu Odrodzenia Polski (3 grudnia 2014, za wybitne zasługi dla polskiej kultury, za osiągnięcia w pracy artystycznej i twórczej)[23]
- Srebrny Medal „Zasłużony Kulturze Gloria Artis” (3 marca 2015)[24]

## Dyskografia

### Albumy studyjne
- 1980 – Anna Jantar – Anna Jantar[10]
- 1980 – Izabela Trojanowska – Iza[11]
- 1983 – Urszula – Urszula[6]
- 1984 – Różni wykonawcy – Żeglując W Dobry Czas[25]
- 1984 – Urszula – Malinowy Król[7]
- 1986 – Urszula – Urszula 3[8]
- 1988 – Urszula – Czwarty Raz[9]
- 1989 – Zdzisława Sośnicka – Serce[26]
- 1999 – Mieczysław Jurecki – 12 sprawiedliwych
- 2001 – Półbuty – To twoje życie i twoje marzenia[27]
- 2015 – Wieko – Błękitny dym[15]
- 2016 – Wieko – Czarodziejski Vinyl[16]
- 2018 – Martyna Jakubowicz – Zwykły Włóczęga[17]

### Maxi-single, EP
- 2014 – Izabela Trojanowska – Gdy Coś Chcę[28]
- 2015 – Wieko – Wieko[29]

### Inne
- 1991 – Majka Jeżowska – Majkowe Studio Nagrań, Piosenki Dla Dzieci (jako producent)[30]
- 2002 – Irena Santor – Jeszcze Kochasz Mnie (jako producent)[31]
- 2012 – Krywań – Malowane Słowa (jako autor tekstów)[32]